# 가나상가

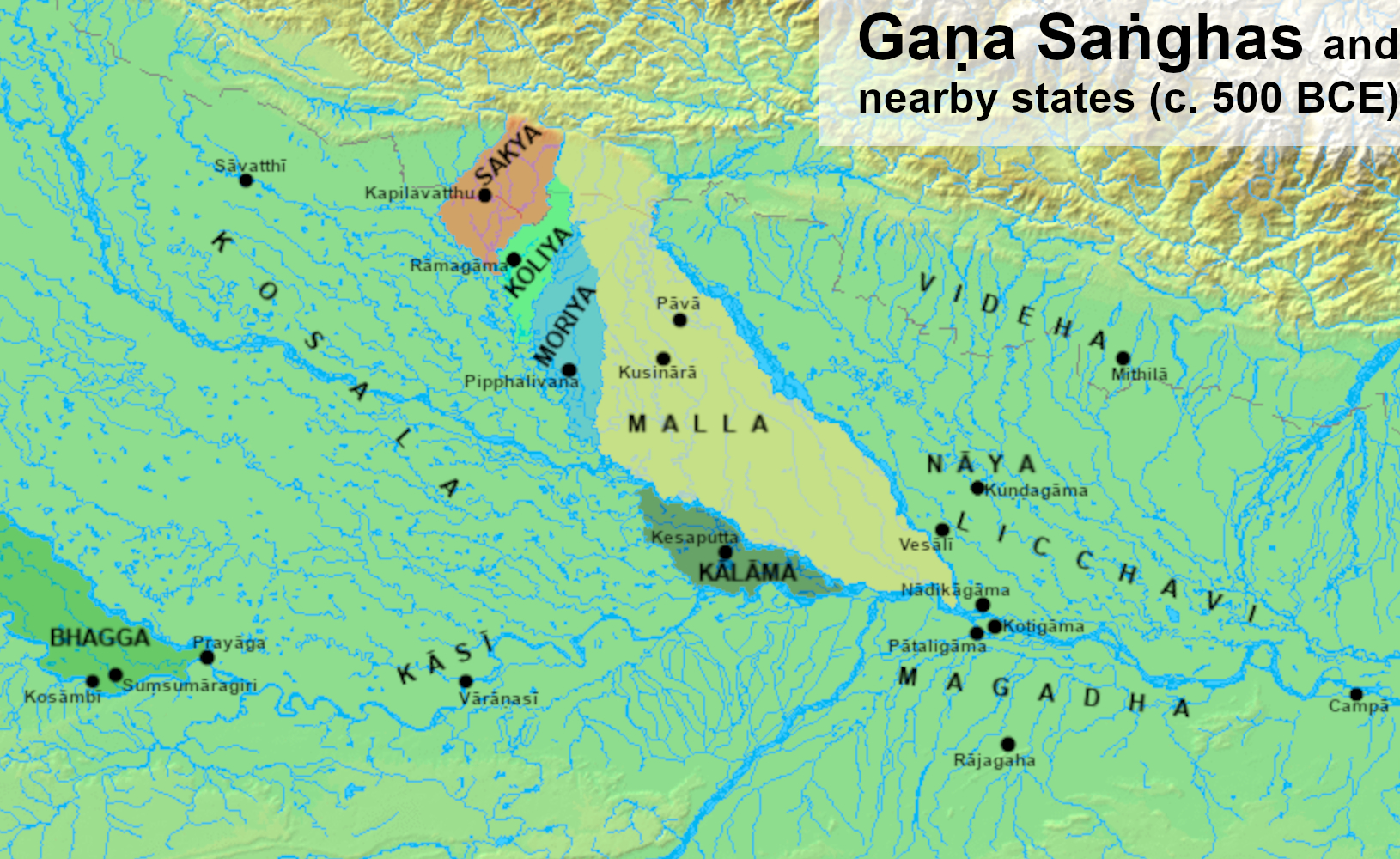
기원전 500년경 가나상가의 분포도.

가나상가(산스크리트어: गणसङ्घ) 또는 가나라지야(산스크리트어: गणराज्य)는 고대 인도의 씨족 기반 과두정이다.

## 정의

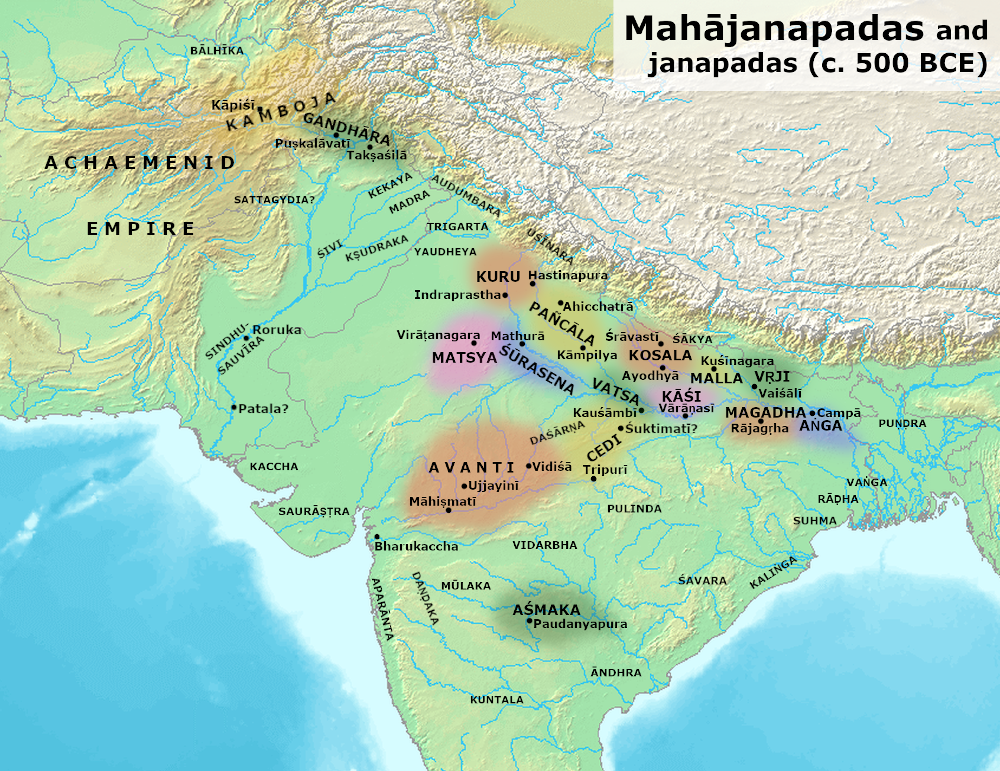
십육대국들은 고대 인도에서 가장 강력한 16개 국가였다. 십육대국과 그 주변의 다른 소국들 중에서 일부 국가에서는 공화정 형태의 정부를 지녔다.

가나(산스크리트어: गण)는 산스크리트어 및 팔리어로 "부족"을 의미한다. 또한 "참석자 단체" 또는 "동일한 목표를 달성하기 위해 형성된 모든 집단 또는 단체"나 국가의 모임을 나타낸다. 상가(산스크리트어: सङ्घ)라는 단어는 산스크리트어로 "연합", "조립", "회사" 또는 "공동체"를 의미한다. 예를 들어 불교에서 상가는 비구(수도사)와 비구니(수녀)의 수도원 공동체라는 의미를 지니고 있다.
가나상가라는 단어는 부족공화정으로 번역할 수 있는데, 고대 인도의 십육대국을 자주 언급하는 앙굿따라 니까야와 같은 고대 불교 문헌에서 군주정을 의미하는 삼라지야(산스크리트어: साम्राज्य)와 대조적인 과두정의 한 형태를 지칭하기 위해 종종 이 단어를 사용한다.
고대 인도의 십육대국들 중 밧지 연맹과 말라는 가나상가 체제를 지니고 있었으며, 또한 콜리야국, 그리고 석가모니가 태어난 작은 부족국가인 샤카국과 같은 이들 근처의 많은 작은 국가들과 부족들은 가나 상가 형태의 정부를 가졌다.
흥미롭게도 가나상가들은 일반적으로 지리적 또는 문화적으로 주요 고대 인도 국가의 주변에 위치했으며, 히말라야 근처의 더 높은 지대에 위치하는 경향이 있는데, 대표적인 가나상가들인 밧지, 말라, 콜리야 및 샤카족은 모두 히말라야산맥 인근에 위치하고 있었다. 대조적으로, 군주정을 따르는 국가들은 일반적으로 갠지스강의 범람원에 위치하였다.

## 특징
불교 문헌에 따르면 가나상가의 주요 특징은 라자와 상가(사바)를 포함하는 것으로 보인다. 가나 상가에 의해 선출된 라자는 분명히 고귀한 크샤트리야 가문에 속했다. 라자는 의회와 활동을 조정하였으며, 일부 국가에서는 다른 귀족들로 구성된 평의회와 함 그렇게 했다. 평의회는 정기적으로 형성되어 모든 주요 국가 중대사를 논의하였으며, 완전한 재정, 행정 및 사법 권한을 가졌다. 거의 언급이 없는 다른 의원들은 평의회 결정에 따랐다.
가나상가는 일반적으로 단일 부족(예 : 샤카족) 또는 부족연맹체(예 : 밧지 연맹)로 구성되었으며, 대부분의 가나상가는 본질적으로 귀족적이었다. 예를 들어, 밧지 연맹의 맹주 부족인 리차비족은 가장 중요한 가문의 수장인 7,077 라자들의 주요 통치 체제를 가지고 있으며, 다른 한편으로, 고타마 붓다 기간 동안 더 작은 국가인 샤카와 콜리야는 부유층과 빈민층 모두가 집회에 참여하였다.

## 역사적 기록
일반적으로 가나상가는 일찍이 기원전 6세기에 존재했으며 일부 지역에서는 4세기까지 지속되었을 것으로 추정된다. 고대 불교 문헌은 석가모니 시대의 다양한 국가 정부 형태와 정치 활동을 포함한 고대 인도의 많은 사료를 제공하는데 그에 따르면 쿠시나가르를 중심으로 한 말라 공화국, 바이샬리를 중심으로 한 밧지 연맹은 일찍이 기원전 6세기에 존재했으며 두 국가는 모두 행정부, 사법부, 국방부로 나뉘었다. 십육대국 시대의 다른 군주정에서도 라자쿠마라 공동체와 같은 공화당 공동체가 포함되었을 것으로 추측되며, 당시의 마을은 그라마카라고 불리는 지역 촌장 아래에 자체 집회를 가졌다.
"고대 인도의 군주론"이라는 별명을 가진 고대 인도 저서인 아르타샤스트라에는 고귀한 지도자들을 조종하라는 명령을 포함해 상가를 다루는 방법에 대한 장도 포함되어 있다. 그러나 이 장에서는 시민 대중에게 어떻게 영향을 미치는지 언급하지 않고 "가나상가"가 현대적 의미의 "민주정"라기보다는 귀족정 또는 과두정에 가깝다는 것을 드러낸다.
알렉산드로스 대왕이 인도를 침공한 지 2세기 후의 그리스 역사가 디오도로스 시켈로스 역시 인도에 독립적이고 민주적인 국가가 존재했다고 자세히 언급하지 않았는데, 현대 학자들은 기원전 3세기 당시 민주정이라는 단어에 주목해 과두정이거나 나중에 타락하더라도 가나 상가가 자치 국가를 의미할 수 있었다고 본다.
학자들이 가나상가 정부를 가장 잘 설명하는 법은 방법에 따라 다르며, 모호하고 산발적인 사료의 질은 광범위한 견해 차이를 일으킨다. 일부는 의회의 중심적인 역할에 초점을 맞추어 민주정으로 보거나, 다른 학자들은 리더십의 상류층 지배와 의회의 가능한 통제에 초점을 맞추어 과두정 또는 귀족정으로 본다.
또 다른 문제는 카스트 제도의 지속성이다. 다른 계급의 사람들과 식사를 나누는 것을 금지하기에 충분히 엄격한 각 특정 카스트의 구성원에 대한 의무와 특권은 기관의 형식에 관계없이 구성원이 국가에서 할 것으로 예상되는 역할에 영향을 미쳤을 가능성이 있다. 이러한 카스트 제도의 경계를 넘어 시민 평등에 대한 구체적인 개념이 없기 때문에 많은 학자들은 가나상가의 진정한 본질이 진정한 민주제와 비교할 수 없다고 주장한다. 타파르에 따르면, 가나상가에는 크샤트리야 라자쿨라와 다사 카르마카라로 나뉘는 두 가지 클래스가 있다. 가나상가의 크샤트리야는 브라만교를 따르지 않았으며, 브라만이 저술한 문헌 중 하나는 이들을 크샤트리야 또는 수드라라고 불렀다. 다사 카르마카라는 노예들과 땅에서 일하는 노동자들을 고용하였다.

## 같이 보기
- 자나파다
- 마가다-밧지 전쟁
- 인도의 역사

## 참고 문헌
- Gadkari, Jayant (1996년 1월 1일), 《Society and Religion: From Rugveda to Puranas》, Popular Prakashan, 100–쪽, ISBN 978-81-7154-743-2
- Handa, O. C. (2004), 《Naga Cults and Traditions in the Western Himalaya》, Indus Publishing, 63–64쪽, ISBN 978-81-7387-161-0